# كرايغ إثرينغتون
كرايغ إثرينغتون (بالإنجليزية: Craig Etherington)‏ هو لاعب كرة قدم بريطاني في مركز الوسط، ولد في 16 سبتمبر 1979 في Basildon ‏ في المملكة المتحدة. لعب مع نادي بليموث أرجايل ونادي هاليفاكس تاون ووست هام يونايتد.

## وصلات خارجية
- كرايغ إثرينغتون على موقع Soccerbase.com (لاعب) (الإنجليزية)